# Commiphora orbicularis
Commiphora orbicularis är en tvåhjärtbladig växtart som beskrevs av Adolf Engler. Commiphora orbicularis ingår i släktet Commiphora och familjen Burseraceae. Utöver nominatformen finns också underarten C. o. tulearensis.